# Muzeum Powstania Wielkopolskiego 1918–1919
Muzeum Powstania Wielkopolskiego 1918–1919 – muzeum w Poznaniu, oddział Wielkopolskiego Muzeum Niepodległości, zlokalizowane w budynku Odwachu na Starym Rynku 3. Jako oddział Wielkopolskiego Muzeum Niepodległości jest wpisane do wykazu muzeów, prowadzonego przez ministra właściwego do spraw kultury i ochrony dziedzictwa narodowego, zgodnie z art. 5b ustawy z dnia 21 listopada 1996 r. o muzeach. 

## Ekspozycja
Muzeum dokumentuje wybuch i przebieg Powstania wielkopolskiego w latach 1918–1919. Poza tym przedstawia dzieje ruchu niepodległościowego Wielkopolski od pierwszej połowy XIX wieku do końca dwudziestolecia międzywojennego. Muzeum powstało w miejsce dawnego Muzeum Historii Ruchu Robotniczego, istniejącego od 1961 r. 
Zbiory obejmują materiały ikonograficzne (fotografia, rysunek, malarstwo, rzeźba), dokumenty, umundurowanie, militaria, sztandary i odznaczenia. Zbiory udostępniono dla zwiedzających 18 grudnia 2001 r. Wystawa stała Muzeum jest nowoczesną i atrakcyjną dla widza formą przekazu historycznego, i muzealnego o Powstaniu Wielkopolskim. Wystawę uzupełniają multimedia.

## Nagrody
W 2005 r. muzeum zostało wyróżnione statuetką „Dobosz Powstania Wielkopolskiego”, przyznawaną przez Zarząd Główny Towarzystwa Pamięci Powstania Wielkopolskiego 1918/1919.